# Oxalato de estaño(II)
El oxalato de estaño (II) es un compuesto inorgánico, una sal de estaño y ácido oxálico con la fórmula química SnC2O4.El compuesto tiene aspecto de cristales incoloros, no se disuelve en agua y forma hidratos cristalinos.

## Síntesis
Efecto de la disolución de ácido oxálico sobre el óxido de estaño(II) :
{\displaystyle {\mathsf {SnO+H_{2}C_{2}O_{4}\ {\xrightarrow {}}\ SnC_{2}O_{4}\downarrow +H_{2}O}}}
El oxalato de estaño (II) también puede obtenerse utilizando cloruro de estaño (II) y ácido oxálico.

## Propiedades
El oxalato de estaño (II) forma cristales incoloros.
Insoluble en agua y acetona. Soluble en HCl diluido, metanol y éter de petróleo.
Forma hidratos cristalinos de la composición SnC2O4•n H2O, donde n = 1 y 2.
Se descompone al calentarlo:
{\displaystyle {\mathsf {SnC_{2}O_{4}\ {\xrightarrow {380^{o}C}}\ SnO_{2}+2CO}}}    

## Aplicaciones
El oxalato de estaño se utiliza como catalizador en la producción de ésteres orgánicos y plastificantes.
Se utiliza para teñir y estampar tejidos.
El compuesto también se utiliza en composiciones de estaño para el cuidado bucal.
Pocos estudios han informado sobre el uso de oxalato de estaño(II) como material anódico para baterías de litio recargables.